# Kardiomiopatia przerostowa

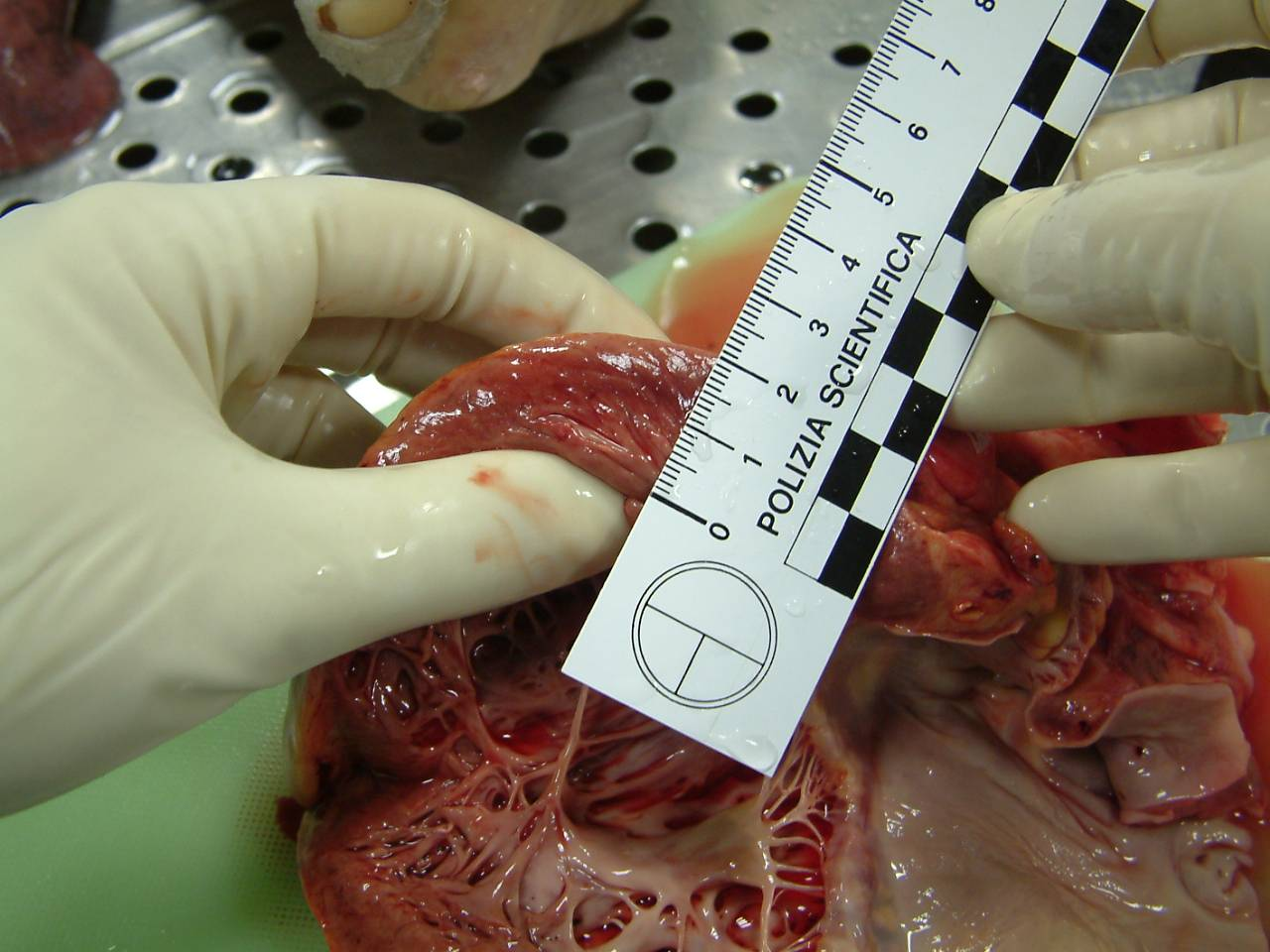
Kardiomiopatia przerostowa, obraz sekcyjny

Kardiomiopatia przerostowa (łac. cardiomyopathia hypetrophica, ang. hypertrophic cardiomyopathy – HCM), inaczej idiopatyczne przerostowe zwężenie podaortalne, kardiomiopatia zaporowa – genetycznie uwarunkowana choroba serca polegająca na występowaniu samoistnego, zwykle asymetrycznego przerostu lewej komory serca pod postacią uogólnionego lub odcinkowego pogrubienia ściany lewej komory, przy nieposzerzonej jamie lewej komory serca.
Kardiomiopatia przerostowa, w części przypadków, zwiąże się ze zwiększoną częstością występowania nagłych zgonów sercowych u ludzi młodych, jednak z drugiej strony u innych osób z tym schorzeniem nie powoduje skrócenia przewidywanej długości życia.
Występuje z częstością ok. 1:500 u dorosłych, z równą częstością u mężczyzn jak u kobiet. Kardiomiopatia przerostowa odznacza się znaczną odmiennością obrazu klinicznego i ujawnienia się zmian genetycznych leżących u podłoża choroby.

## Etiologia
Przyczyną kardiomiopatii przerostowej są mutacje któregoś z 10 genów odpowiadających za powstawanie białek wchodzących w skład mięśnia sercowego i spełniających w nim funkcji elementów kurczliwych, strukturalnych lub regulatorowych (troponina T, łańcuch ciężki beta-miozyny, proteina C wiążąca miozynę). Opisano ok. 200 różnych mutacji. Dziedziczenie tych mutacji jest
autosomalne dominujące.
Na ostateczny obraz choroby mają wpływ inne geny modyfikujące oraz czynniki środowiskowe z tego względu nie u wszystkich osób z defektem genetycznym będą występować kliniczne objawy choroby.
Ze względu na genetyczne podłoże choroby, u krewnych osób chorych należy przeprowadzać badania przesiewowe w celu wykrycia utajonej choroby.
Kardiomiopatia przerostowa może wystąpić przy ataksji Friedreicha, chorobach spichrzeniowych i u dzieci matek z cukrzycą.

## Rozpoznanie kliniczne
Najlepszym badaniem służącym do rozpoznawania kardiomiopatii przerostowej jest
echokardiografia dwuwymiarowa.
W badaniu tym można wykazać zwykle asymetryczny przerost lewej komory, o cechach uogólnionego lub odcinkowego pogrubienia ściany lewej komory, jednocześnie jama tej komory jest nieposzerzona i hiperdynamiczna w czasie skurczu. Maksymalną grubość ściany lewej komory musi wynosić 15 mm lub ponad.
Zawężenie drogi odpływu lewej komory (ang. left ventricular outflow tract, LVOT) może być widoczne lub nie. Rozróżnienie postaci kardiomiopatii przerostowej z zawężeniem drogi odpływu lewej komory i bez zawężania jest istotne ze względu na dalsze postępowanie lecznicze. Zwężenie występuje u ok. 25% chorych i może być zlokalizowane podzastawkowo (zastawka aortalna) lub śródjamowo. Gradient ciśnień > 30 mm Hg ma znaczenie dla dalszego leczenia i rokowania. Zawężanie drogi odpływu lewej komory może mieć charakter dynamiczny i pojawiać się w różnych sytuacjach życiowych.
W wypadkach kiedy objawy mają charakter dynamiczny i nie występują w spoczynku wskazane jest wykonanie echokardiografii w trakcie lub bezpośrednio po teście wysiłkowym.

### Objawy podmiotowe
- duszność wysiłkowa
- ograniczenie tolerancji wysiłku fizycznego (często związana z bólem w klatce piersiowej)
- zawroty głowy
- omdlenia i stany bliskie omdlenia
- ból w klatce piersiowej
- kołatanie serca
- nadmierna potliwość
- u małych dzieci szarzenie wokół ust

## Przebieg choroby
Objawy kardiomiopatii przerostowej mogą się ujawnić klinicznie w różnym wieku, zarówno we wczesnym dzieciństwie w wieku dojrzałym i podeszłym.
U niektórych przez długi czas utrzymuje się stabilny przebieg choroby i ok. 25% osiąga wiek powyżej 75 lat. Jednak część chorych jest zagrożonych wystąpieniem powikłań takich jak: nagły zgon sercowy, udar mózgu i niewydolność serca.
Średnia roczna umieralność wynosi ok. 1%, ale w pewnych grupach chorych może osiągać nawet 6%.

## Leczenie

### Leczenie farmakologiczne
Leczenie farmakologiczne ma charakter objawowy i ma na celu łagodzenie objawów chorobowych.
W leczeniu stosuje się:
- beta-blokery
- werapamil
- dizopiramid

Należy zwrócić uwagę, że u chorych z zawężaniem drogi odpływu nie powinno się stosować leków rozszerzających tętnice i żyły, w tym: nifedypiny, azotanów (nitrogliceryna), inhibitorów konwertazy angiotensyny, inhibitorów fosfodiesterazy i glikozydów naparstnicy.

### Leczenie operacyjne
- miektomia przegrody międzykomorowej (zabieg Morrowa) niekiedy z walwuloplastyką zastawki mitralnej
- w krańcowych przypadkach kardiomiopatii przerostowej chorych można kwalifikować do przeszczepu serca

### Inne metody lecznicze
- elektrostymulacja dwujamowa
- przezskórna alkoholowa ablacja przegrody międzykomorowej
- wszczepienie ICD

## Diagnostyka różnicowa
- stenoza zastawki aortalnej
- niedomykalność zastawki mitralnej
- niewydolność serca
- choroba niedokrwienna serca

## Klasyfikacja ICD10
| kod ICD10     | nazwa choroby                         |
| ------------- | ------------------------------------- |
| ICD-10: I42   | Kardiomiopatie                        |
| ICD-10: I42.1 | Przerostowa kardiomiopatia zawężająca |
| ICD-10: I42.2 | Inne kardiomiopatie przerostowe       |